# Oncometopia semilunata
Oncometopia semilunata är en insektsart som beskrevs av Schröder 1959. Oncometopia semilunata ingår i släktet Oncometopia och familjen dvärgstritar. Inga underarter finns listade i Catalogue of Life.